# Atoniomyia brevistylata
Atoniomyia brevistylata là một loài ruồi trong họ Asilidae. Atoniomyia brevistylata được Williston miêu tả năm 1901. Loài này phân bố ở vùng Tân nhiệt đới.